# خللة (القبيطة)

تعديل مصدري - تعديل

خللة هي إحدى قرى عزلة كرش بمديرية القبيطة التابعة لمحافظة لحج، بلغ تعداد سكانها 237 نسمة حسب تعداد اليمن لعام 2004.